# ISO 31-11
ISO 31-11は、数学記号について定めた国際標準化機構(ISO)の国際規格で、ISO 31の一部である。
2009年に発行された ISO 80000-2 によって置き換えられ、ISO 31-11 は廃止された。
日本工業規格(JIS)では1981年に制定された JIS Z 8201が相当するが、数理論理学や集合の記号が記載されてないなど、内容は一部異なる（同等性は修正を意味する「MOD」）。ISO 31の他の部は JIS Z 8202 が相当するが、ISO 31-11に相当する部分はJIS Z 8201を参照することとなっており、 JIS Z 8202 は第11部が欠番になっている。ISO 80000-2 が発行後もJISは長らく改訂されていない状況が続いていたが、2022年に最新の ISO 80000-2 と「IDT」（一致）の同等性を持つ JIS Z 8000-2 が制定され、これに伴い JIS Z 8201 は廃止された。